# 菱叶捕鱼木
菱叶捕鱼木（学名：Grewia rhombifolia）是锦葵科扁担杆属的植物，是台灣的特有植物。分布在台灣本島，见于丘陵，目前尚未由人工引种栽培。